# Trek-Segafredo/Saison 2017
Diese Liste beschreibt die Mannschaft und die Erfolge des Radsportteams Trek-Segafredo in der Saison 2017.

## Erfolge in der UCI WorldTour
In den Rennen der UCI WorldTour Saison 2017 der UCI WorldTour gelangen die nachstehenden Erfolge.
| Datum        | Rennen                        | Sieger           |
| ------------ | ----------------------------- | ---------------- |
| 25. April    | Prolog Tour de Romandie (EZF) | Fabio Felline    |
| 16. Juli     | 15. Etappe Tour de France     | Bauke Mollema    |
| 10. August   | 4. Etappe BinckBank Tour      | Edward Theuns    |
| 13. August   | 7. Etappe BinckBank Tour      | Jasper Stuyven   |
| 9. September | 20. Etappe Vuelta a España    | Alberto Contador |
| 15. Oktober  | 6. Etappe Türkei-Rundfahrt    | Edward Theuns    |

## Erfolge in der UCI America Tour
In den Rennen der UCI America Tour Saison 2017 der UCI America Tour gelangen die nachstehenden Erfolge.
| Datum          | Rennen                          | Kat. | Sieger        |
| -------------- | ------------------------------- | ---- | ------------- |
| 23.–29. Januar | Gesamtwertung Vuelta a San Juan | 2.1  | Bauke Mollema |

## Erfolge in der UCI Asia Tour
In den Rennen der UCI Asia Tour Saison 2017 der UCI Asia Tour gelangen die nachstehenden Erfolge.
| Datum      | Rennen               | Kat. | Sieger         |
| ---------- | -------------------- | ---- | -------------- |
| 2. Februar | 3. Etappe Dubai Tour | 2.HC | John Degenkolb |

## Erfolge in der UCI Europe Tour
In den Rennen der UCI Europe Tour Saison 2017 der UCI Europe Tour gelangen die nachstehenden Erfolge.
| Datum             | Rennen                                   | Kat. | Sieger           |
| ----------------- | ---------------------------------------- | ---- | ---------------- |
| 26. Mai           | 3. Etappe Belgien-Rundfahrt (EZF)        | 2.HC | Matthias Brändle |
| 3. Juni           | Hammer Sprint Hammer Sportzone Limburg   | 2.1  | Trek-Segafredo   |
| 24. August        | 4. Etappe Tour du Poitou-Charentes (EZF) | 2.1  | Mads Pedersen    |
| 22.–25. August    | Gesamtwertung Tour du Poitou-Charentes   | 2.1  | Mads Pedersen    |
| 14. September     | 3. Etappe Dänemark-Rundfahrt             | 2.HC | Mads Pedersen    |
| 15. September     | 4. Etappe Dänemark-Rundfahrt (EZF)       | 2.HC | Matthias Brändle |
| 12.–16. September | Gesamtwertung Dänemark-Rundfahrt         | 2.HC | Mads Pedersen    |

## Erfolge bei den Nationalen Straßen-Radsportmeisterschaften
In den Rennen zu den Nationalen Straßen-Radsportmeisterschaften 2017 gelangen die nachstehenden Erfolge.
| Datum       | Rennen                                          | Sieger            |
| ----------- | ----------------------------------------------- | ----------------- |
| 24. Februar | Kolumbianische Meisterschaft – Einzelzeitfahren | Jarlinson Pantano |
| 25. Juni    | Portugiesische Meisterschaft – Straßenrennen    | Ruben Guerreiro   |
| 25. Juni    | Dänische Meisterschaft – Straßenrennen          | Mads Pedersen     |

## Zugänge – Abgänge
| Zugänge           | Team 2016                   | Abgänge             | Team 2017                             |
| ----------------- | --------------------------- | ------------------- | ------------------------------------- |
| Matthias Brändle  | IAM Cycling                 | Julián Arredondo    | Nippo-Vini Fantini                    |
| Andre Cardoso     | Cannondale Pro Cycling Team | Niccolò Bonifazio   | Bahrain-Merida                        |
| Alberto Contador  | Tinkoff                     | Stijn Devolder      | Vérandas Willems-Crelan               |
| Gregory Daniel    | Axeon Hagens Berman         | Riccardo Zoidl      | Team Felbermayr Simplon Wels          |
| Koen de Kort      | Team Giant-Alpecin          | Jaroslaw Popowytsch | Sportlicher Leiter bei Trek-Segafredo |
| John Degenkolb    | Team Giant-Alpecin          | Fabian Cancellara   | Karriereende                          |
| Michael Gogl      | Tinkoff                     | Ryder Hesjedal      | Karriereende                          |
| Ruben Guerreiro   | Axeon Hagens Berman         | Fränk Schleck       | Karriereende                          |
| Jesús Hernández   | Tinkoff                     | Jack Bobridge       | Karriereende                          |
| Jarlinson Pantano | IAM Cycling                 |                     |                                       |
| Mads Pedersen     | Stölting Service Group      |                     |                                       |

## Mannschaft
| Teamkader 2017                                 | Teamkader 2017     | Teamkader 2017     | Teamkader 2017                         |
| Name                                           | Geburtsdatum       | Land               | Vorheriges Team                        |
| ---------------------------------------------- | ------------------ | ------------------ | -------------------------------------- |
| Eugenio Alafaci                                | 9. August 1990     | Italien            | Leopard-Trek Continental (2013)        |
| Fumiyuki Beppu                                 | 10. April 1983     | Japan              | Orica-GreenEDGE (2013)                 |
| Julien Bernard                                 | 17. März 1992      | Frankreich         | SCO Dijon (2015)                       |
| Matthias Brändle                               | 7. Dezember 1989   | Österreich         | IAM Cycling (2016)                     |
| André Cardoso                                  | 3. September 1984  | Portugal           | Cannondale-Drapac (2016)               |
| Marco Coledan                                  | 22. August 1988    | Italien            | Bardiani CSF (2014)                    |
| Alberto Contador (1. Jan.–10. Sep., Anm.)      | 6. Dezember 1982   | Spanien            | Tinkoff (2016)                         |
| Gregory Daniel                                 | 8. November 1994   | Vereinigte Staaten | Axeon-Hagens Berman (2016)             |
| Koen de Kort                                   | 8. September 1982  | Niederlande        | Giant-Alpecin (2016)                   |
| John Degenkolb                                 | 7. Januar 1989     | Deutschland        | Giant-Alpecin (2016)                   |
| Laurent Didier                                 | 19. Juli 1984      | Luxemburg          | Saxo Bank-Sungard (2011)               |
| Fabio Felline                                  | 29. März 1990      | Italien            | Androni Giocattoli-Venezuela (2013)    |
| Michael Gogl                                   | 4. November 1993   | Österreich         | Tinkoff (2016)                         |
| Ruben Guerreiro                                | 6. Juli 1994       | Portugal           | Axeon-Hagens Berman (2016)             |
| Jesús Hernández                                | 28. September 1981 | Spanien            | Tinkoff (2016)                         |
| Markel Irízar                                  | 5. Februar 1980    | Spanien            | Team RadioShack (2011)                 |
| Bauke Mollema                                  | 26. November 1986  | Niederlande        | Belkin (2014)                          |
| Giacomo Nizzolo                                | 30. Januar 1989    | Italien            | Trevigiani Dynamon Bottoli (2010)      |
| Jarlinson Pantano                              | 19. November 1988  | Kolumbien          | IAM Cycling (2016)                     |
| Mads Pedersen                                  | 18. Dezember 1995  | Dänemark           | Stölting Service Group (2016)          |
| Grégory Rast                                   | 17. Januar 1980    | Schweiz            | Team RadioShack (2011)                 |
| Kiel Reijnen                                   | 1. Juni 1986       | Vereinigte Staaten | UnitedHealthcare (2015)                |
| Peter Stetina                                  | 8. August 1987     | Vereinigte Staaten | BMC Racing Team (2015)                 |
| Jasper Stuyven                                 | 17. April 1992     | Belgien            | Bontrager (2013)                       |
| Edward Theuns                                  | 30. April 1991     | Belgien            | Topsport Vlaanderen-Baloise (2015)     |
| Boy van Poppel                                 | 18. Januar 1988    | Niederlande        | Vacansoleil-DCM (2013)                 |
| Haimar Zubeldia (1. Jan.–29. Jul., Anm.)       | 1. April 1977      | Spanien            | Team RadioShack (2011)                 |
| Matteo Moschetti (1. Aug.–31. Dez., Stagiaire) | 14. August 1996    | Italien            | Viris Maserati-Sisal Matchpoint (2017) |
|                                                |                    |                    |                                        |
| Quellen: ProCyclingStats Cycling Quotient      |                    |                    |                                        |

Anmerkung: Alberto Contador, Karriereende des Sportlers
Anmerkung: Haimar Zubeldia, Karriereende des Sportlers